# Krisztián Manhercz
Krisztián Péter Manhercz, född 6 februari 1997 i Budapest, är en ungersk vattenpolospelare.
Manhercz var med när Ungern tog EM-brons i Belgrad 2016. Grekland förlorade i bronsmatchen mot Ungern med 10-13 och Manhercz gjorde två av Ungerns mål i bronsmatchen.
Manhercz deltog i vattenpoloturneringen vid olympiska sommarspelen 2016 där Ungern fick en femteplats. Han tog VM-silver i samband med världsmästerskapen i simsport 2017 i Budapest. Han var med när Ungern tog EM-guld i Budapest 2020. Ungern vann i finalen mot Spanien med 14-13 och Manhercz gjorde två av Ungerns mål i finalmatchen.
Manhercz ingick i det ungerska landslag som tog brons i vattenpoloturneringen vid olympiska sommarspelen 2020.
Han var med när Ungern tog EM-silver i Split 2022. Ungern förlorade i finalen mot Kroatien med 9-10 och Manhercz gjorde ett av Ungerns mål i finalmatchen.